# Paul Easter
Paul Easter (n. 14 mai 1963, Norwich, Anglia, Regatul Unit) este un înotător ce a reprezentat Regatul Unit al Marii Britanii și al Irlandei de Nord, medaliat olimpic. A participat la 2 ediții ale Jocurilor Olimpice (1984, 1988) în care a câștigat două medalii de bronz.